# Требиће
Требиће је насеље у општини Лепосавић на Косову и Метохији. Површина катастарске општине Требиће где је атар насеља износи 1.036 ha. Припада месној заједници Врачево. Налази се на 20 km севернозападно од Лепосавића, у горњем току Требићке реке. Сеоски атар се простире између Бара, Врачева, Ибарског Постења, Кошутице, Лукова, Биочина и Плавкова (општина Рашка). Село је разбијеног типа, мада су куће у групама и на већем простору. Средња надморска висина села је 759 метара.
До села се стиже сеоским путевима из правца Лешка, преко Врачева и Рашке преко Мрмоња и Бара.
Назив села потиче од речи “требити” што значи чистити, уклањати, истребљивати, што значи да је настало на земљи истребљеној од корова.
У селу се налазе остаци старе цркве и гробља.

## Демографија
- попис становништва 1948: 541
- попис становништва 1953: 547
- попис становништва 1961: 508
- попис становништва 1971: 414
- попис становништва 1981: 270
- попис становништва 1991: 137

У селу 2004. године живи  137 становника и броји 62 домаћинстава. Данашње становништво чине родови : Ковачевићи, Вукадиновићи, Бачани, Јозовићи, Росићи, Антонијевићи, Бојовићи, Дробњаци, Радовићи, Бараћи, Кривчевићи.    